# M-108
La M-108 es una carretera de la Red Principal de la Comunidad de Madrid. Con una longitud de 8,98 km, une los municipios de Torrejón de Ardoz y Daganzo de Arriba.

## Características
Es conocida popularmente como carretera de los polígonos. Debido al intenso tráfico que soporta, se encuentra duplicada la calzada sin llegar a convertirse en autovía, al contar con varias rotondas en su recorrido.

## Tráfico
En la tabla adjunta se detallan las cifras de intensidad media diaria (vehículos al día) registradas en 2011:
| KM    | Intensidad media diaria | % Vehículos pesados | Ubicación del P.K. de medición                    |
| ----- | ----------------------- | ------------------- | ------------------------------------------------- |
| 1,700 | 14.014                  | 8,02                | Entre la 1ª y 2ª glorieta                         |
| 3,600 | 17.665                  | 11,14               | Entre las intersecciones con M-115 (INTA) y M-114 |
| 7,620 | 8.400                   | 9,96                | Variante de Ajalvir                               |